# Christian Blangstrup
Johan Christian Blangstrup, född 29 oktober 1857 i Nykøbing Falster, död 30 april 1926 i Köpenhamn, var en dansk journalist.
Blangstrup var ursprungligen militär, men övergick till historiska studier och lämnade flera bidrag till Struenseetidens historia, bland annat verket Christian VII og Caroline Mathilde (1890, svensk översättning 1920). 
1891 blev Blangstrup redaktör för Salmonsens Konversationsleksikon och var 1902–1913 redaktör för Berlingske Tidende, varefter han helt ägnade sig åt redigeringen av en ny, andra upplaga av lexikonet.

## Utmärkelser
- Riddare av Dannebrogorden,  1902[3]
- Dannebrogsmännens hederstecken,  1908[3]

[Redigera Wikidata]